# Partia Niepodległości Zjednoczonego Królestwa
Partia Niepodległości Zjednoczonego Królestwa (ang. United Kingdom Independence Party, UKIP) - założona w 1993 konserwatywna partia polityczna, której podstawowym celem było wyprowadzenie Wielkiej Brytanii z Unii Europejskiej. Liderem partii od lutego 2025 jest Nick Tenconi. Partia notowała największe sukcesy polityczne pod kierownictwem Nigela Farage'a (2006–2016), którego frakcja usunęła w 1997 z partii jej założyciela, Alana Skeda.

## Program polityczny
Partia Niepodległości jest ugrupowaniem eurosceptycznym. Jej liderzy krytykują Unię Europejską za niedemokratyczne procedury wyboru władzy i stanowienia prawa (przede wszystkim brak krajowych referendów w sprawie ratyfikacji Traktatu Lizbońskiego), interwencjonizm gospodarczy, euronacjonalizm i dążenie do stworzenia federacyjnego państwa obejmujące wszystkich członków UE. W programie partii istotne są elementy klasycznego liberalizmu i libertarianizmu:
- silne poparcie dla demokracji, swobód obywatelskich i wolności słowa,
- znaczne ograniczenie biurokracji,
- radykalna obniżka podatków,
- obrona prawa do samostanowienia,
- sprzeciw wobec zakazu palenia,
- wyjście Wielkiej Brytanii z Unii Europejskiej,
- większa autonomia władz lokalnych,
- sprzeciw wobec kontroli społeczeństwa przez państwo,
- obrona tradycji kraju i jego narodu ("Civic Nationalism"),
- sprzeciw wobec represjonowaniu wyznań przez UE jako zagrożenie dla wolności wyznań.

Do ideologów partii zaliczany był Władimir Bukowski.

## Parlament Europejski
W wyborach do Parlamentu Europejskiego w 2004 UKIP uzyskała 16,1% głosów i 12 mandatów (w poprzedniej kadencji miała je 3 przy 7% poparciu). Kampania UKIP koncentrowała się na hasłach wyprowadzenia swego kraju z Unii, sprzeciwu wobec „federalnej” konstytucji, zaostrzenia polityki imigracyjnej oraz zamknięcia dla obywateli nowych państw UE brytyjskiego rynku pracy. Partia uzyskała poparcie gwiazd kultury masowej: aktorkę Joan Collins i kandydującego z jej list byłego prezentera telewizyjnego Roberta Kilroy-Silka.
W wyborach do Parlamentu Europejskiego w 2009 UKIP uzyskała 16,5%, przegrywając tylko z również eurosceptyczną Partią Konserwatywną, a wyprzedzając m.in. Partię Pracy, Liberalnych Demokratów i Brytyjską Partię Narodową. UKIP uzyskała o 0,4% więcej głosów niż w poprzednich wyborach i zdobyła 13 mandatów (wzrost o 1). Głównymi tematami przedwyborczej kampanii było zablokowanie ratyfikacji Traktatu Lizbońskiego, zwracanie uwagi społeczeństwa na odchodzenie od demokratycznych standardów sprawowania władzy przez wiodące frakcje w Parlamencie Europejskim (brak referendów w sprawie Traktatu Lizbońskiego w większość krajów i nierespektowanie wyniku referendum w Irlandii) a także wskazywanie na bardzo wysokie koszty członkostwa w Unii Europejskiej.
UKIP wygrała wybory do PE w 2014 zdobywając 26,6% głosów. W 2016 r. partia była najważniejszym ugrupowaniem wzywającym do głosowania w referendum za opuszczeniem przez Wielką Brytanię Unii Europejskiej. Po sukcesie w referendum z funkcji przewodniczącego ustąpił dotychczasowy lider, Nigel Farage, a zastąpiła go Diane James, która jednak zrezygnowała po kilkunastu dniach.
W wyborach do PE w 2019 partia uzyskała 3,3%, nie zdobywając żadnego mandatu. Tak niski wynik spowodowany był powstaniem nowej partii Nigela Farage'a Brexit Party, która przejęła większość wyborców UKIP.